# Свети Йосиф (Пловдив)
Вижте пояснителната страница за други значения на Свети Йосиф.
„Свети Йосиф“ е християнска църква в Пловдив, България, част от Софийско-пловдивската епархия на Римокатолическата църква. Църквата е филиален храм на енорията „Свети Лудвиг“ в Пловдив.

## История на храма
През 1898 г. Софийско-Пловдивският епископ Роберто Менини уведомява Рим, че има намерение да построи църква до пансиона на сестрите йосифинки в Пловдив. На 30 март 1899 г. е осветен първия камък и започва строежа с помощта на римската конгрегация на пропагандата и личните контакти на епископа. Един от тях е австроунгарския император Франц Йосиф I. Църквата е осветена и започва да функционира на 5 ноември 1899 г. главно за сестрите-йосифинки и е наречена помощна (ректорална) църква на катедралната църква „Свети Лудвиг“.
Църквата не функционира след затваряне на пансиона и колежа през 1948 г.
През 2008 г. е направен основен ремонт и всеки четвъртък се отслужва света литургия. До лятото на 2018 г. ректор на църквата е отец Младен Плачков, след него – отец Димитър Димитров.
Храмов празник – 19 март.